# Brekov
Brekov és un poble i municipi d'Eslovàquia. Es troba a la regió de Prešov, al nord del país.

## Història
La primera referència escrita de la vila data del 1314.

## Demografia
| Godina             | 1994 | 2004   | 2014   | 2024   |
| ------------------ | ---- | ------ | ------ | ------ |
| Nombre de persones | 1236 | 1262   | 1368   | 1308   |
| Diferència         |      | +2,10% | +8,39% | −4,38% |

| Godina             | 2023 | 2024   |
| ------------------ | ---- | ------ |
| Nombre de persones | 1321 | 1308   |
| Diferència         |      | −0,98% |